# Iglesia de San Andrés (Baltarga)

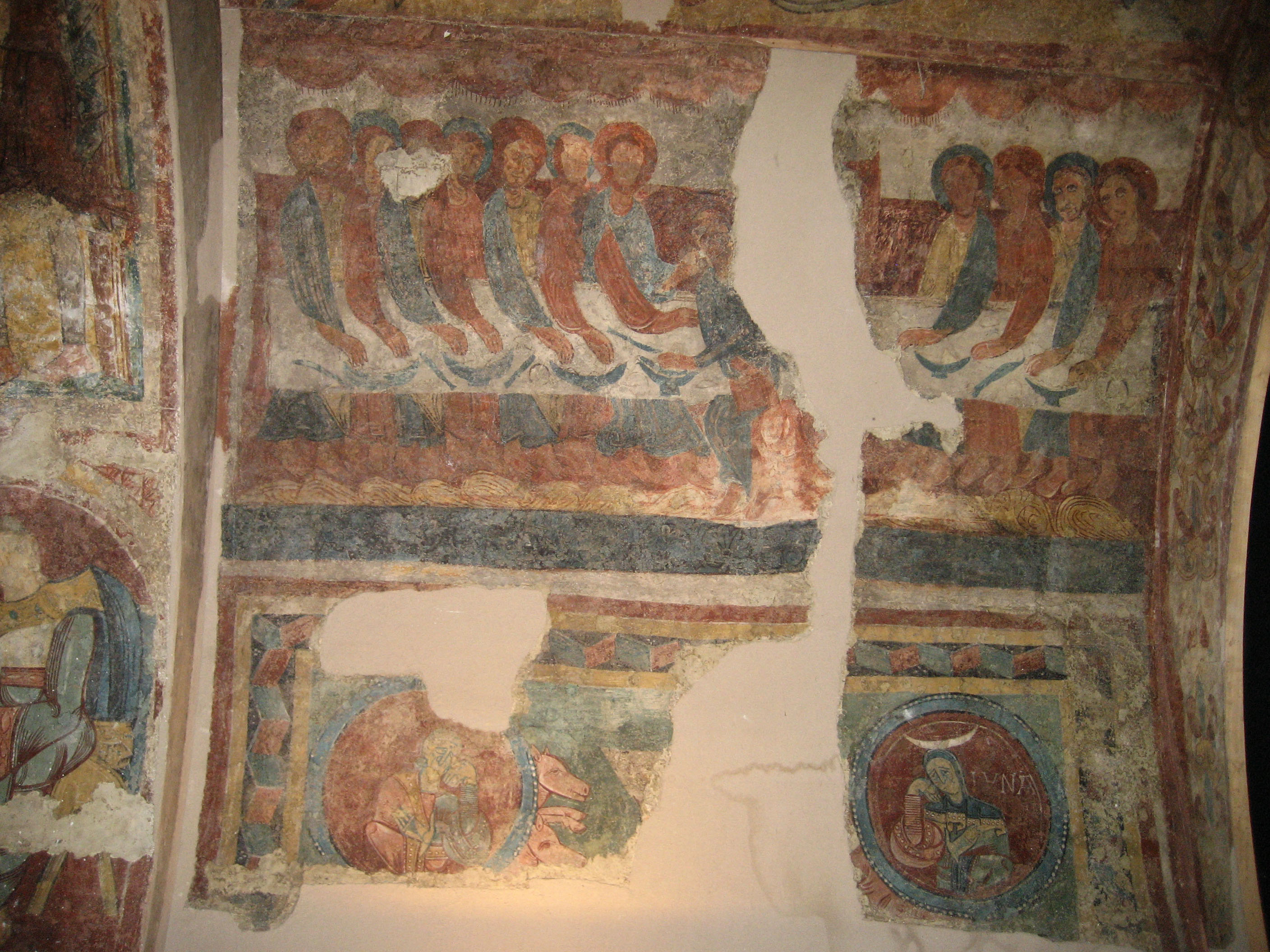
Frescos de los arcos pre-absiales, conservados en el Museo Diocesano de Urgel.

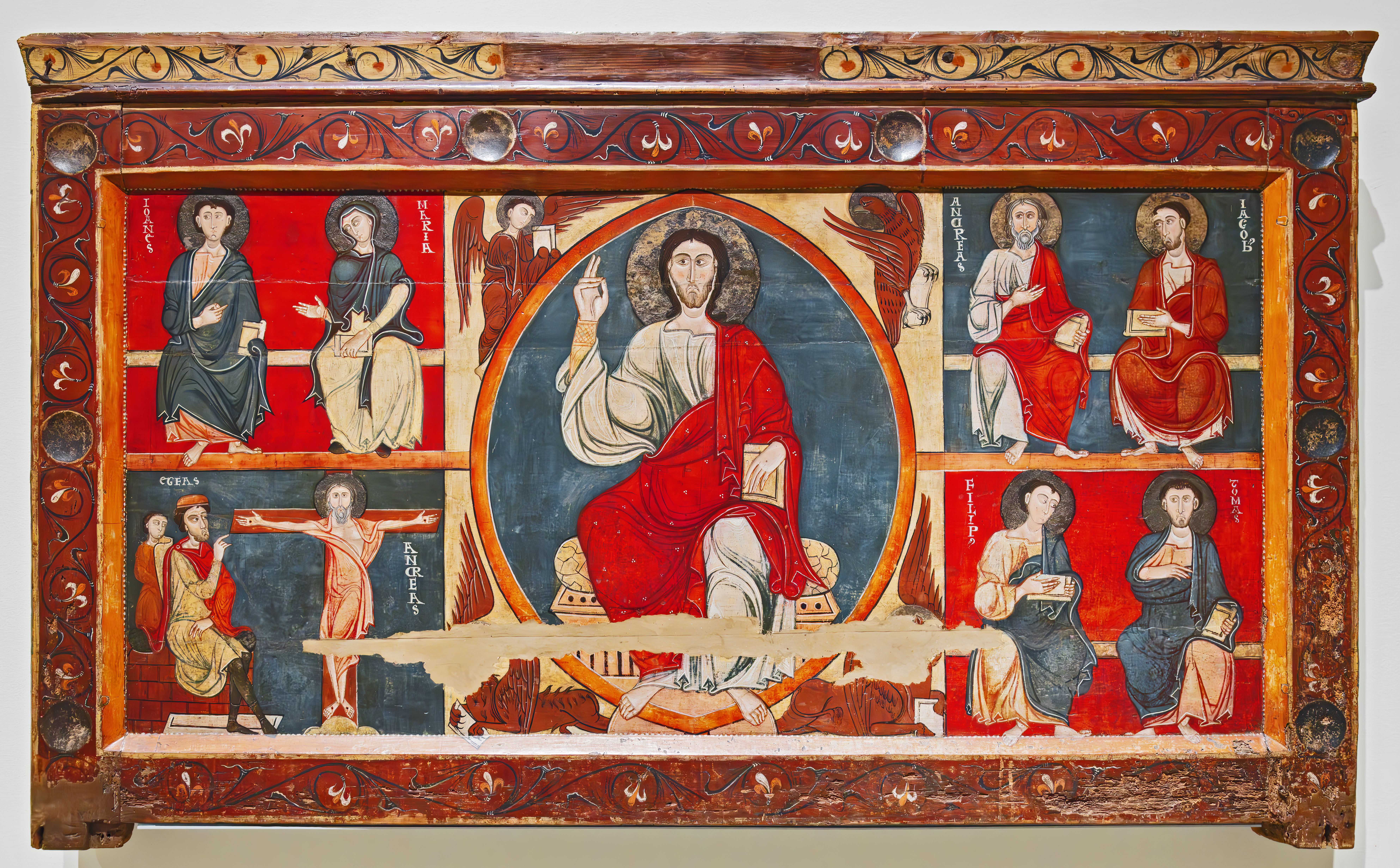
Frontal de altar conservado en el MNAC.

La iglesia de Sant Andreu de Baltarga, se encuentra en la población de Baltarga del municipio de Bellver de Cerdaña, en la comarca catalana de la Baja Cerdaña.
Su consagración se llevó a cabo por el obispo de Urgel, Ingobert en el año 891, su posesión estuvo disputada entre la abadía de Cuixá y los condes de Cerdaña.

## El edificio
Original del siglo XI, tuvo unas grandes reformas que la modificaron durante el siglo XVIII, como las dos capillas laterales adosadas.
Tiene una sola nave cubierta con una bóveda de cañón de medio punto y un ábside semicircular. En el primer tramo de la nave, en el ábside y en los arcos pre-absidales, estaban decorados con pinturas murales,presididas por la Maiestas Mariae dentro de una aureóla redonda y rodeadas por cuatro ángeles. En la iglesia, en el arco toral se conservan algunos vestigios.
En el Museo Diocesano de Urgel, se pueden ver una Virgen en majestad, las figuras de Caín y Abel y un Agnus Dei rodeado de ángeles.
En el Museo Nacional de Arte de Cataluña, de Barcelona, se conserva una tabla del frontal del altar románico.